# Uniwersytet Kentucky
Uniwersytet Kentucky (ang. University of Kentucky) – amerykańska uczelnia publiczna z siedzibą w Lexington w stanie Kentucky. 
Instytucja powstała w 1864 pod nazwą Agricultural and Mechanical College i początkowo działała jako wydział Kentucky University (obecnie Uniwersytet Transylvania). W 1878 decyzją władz stanowych College oddzielono od uniwersytetu i stał się samodzielną placówką. W 1908 zmieniła ona nazwę na State University, Lexington, Kentucky, zaś w 1916 na University of Kentucky.
Uniwersytet składa się z 18 wydziałów. Jesienią 2016 liczba studentów wynosiła 30 761. W 2017 w rankingu uczelni amerykańskich uplasował się na 133 miejscu. 
Uczelniane drużyny sportowe noszą nazwę Kentucky Wildcats i występują w NCAA Division I. Najbardziej utytułowana jest sekcja koszykówki mężczyzn, która do 2016 sięgnęła po mistrzostwo National Collegiate Athletic Association osiem razy. Drużyny uniwersyteckie reprezentowali mistrzowie olimpijscy, w tym: Sydney McLaughlin-Levrone, Jasmine Camacho-Quinn, Masai Russell, czy Devin Booker.